# Königlich Bayerische Staatseisenbahnen

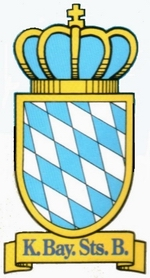
Wappen der Staatseisenbahnen

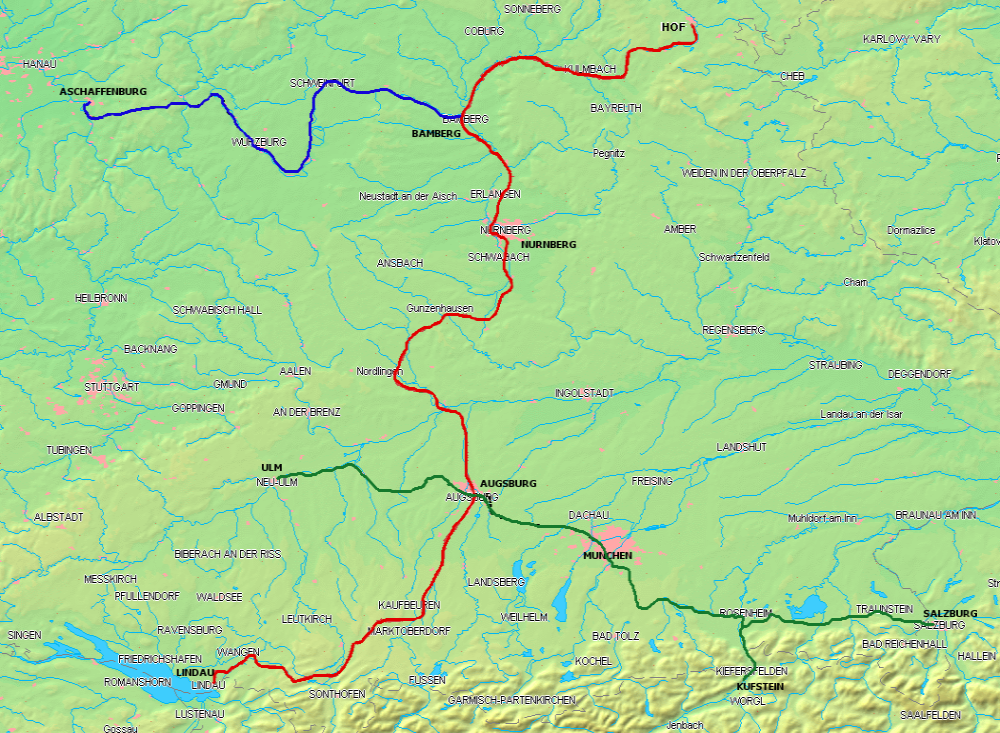
Główne linie sieci K.Bay.Sts.B. w 1912

Königlich Bayerische Staatseisenbahnen (K.Bay.Sts.B., pol. Królewskie Bawarskie Koleje Państwowe) – byłe koleje państwowe w Bawarii, utworzone w 1844 r.
Historia państwowych kolei w Bawarii rozpoczęła się wraz z utworzeniem Królewskiej Komisji ds. Kolei w Norymberdze, która miała zorganizować budowę linii kolejowej z Lindau przez Augsburg i Norymbergę do Hof. Pierwsza linia kolejowa – Bayerische Ludwigsbahn – oddana została do eksploatacji 7 grudnia 1835 roku. Do Bawarii dostarczono parowóz Adler oraz cztery wagony osobowe. 
W 1920 r. bawarskie koleje państwowe włączone zostały do Deutsche Reichsbahn.